# Olena Jupina
Olena Jupina (n. 23 august 1973, Zaporijjea, RSS Ucraineană, URSS) este o săritoare în apă ce a reprezentat Ucraina, medaliată olimpică. A participat la 3 ediții ale Jocurilor Olimpice (1996, 2000, 2004) în care a câștigat o medalie de bronz.